# Los Means
Los Means és un paratge del terme municipal de Tremp, al Pallars Jussà, dins de l'antic terme ribagorçà de Sapeira.
Està situat al sud-est del poble de Tercui, al capdamunt de l'extrem occidental de la carena que separa les valls del barranc de Solà, al nord. i del barranc dels Horts, al sud.